# Neothysanis
Neothysanis là một chi bướm đêm thuộc họ Geometridae.

## Các loài
- Neothysanis aloxogramma
- Neothysanis bicolor
- Neothysanis imella